# John MacKay Yorston
Pour les articles homonymes, voir Yorston.
John MacKay Yorston (11 octobre 1867-27 mai 1937) est un homme politique canadien de la Colombie-Britannique. Il est député provincial libéral de la circonscription britanno-colombienne de Cariboo de 1907 à 1909 et de 1916 à 1924.

## Biographie
Né dans les Orcades en Écosse, John MacKay Yorston étudie sur place et s'établit au Canada avec son frère Robert durant les années 1890. Il travaille ensuite comme surintendant du Barnard's Express (en) (BX) à 150 Mile House. En partenariat avec son frère, il achète Australia Ranch (en) en novembre 1903. Il démissionne de BX au printemps 1904 pour travailler à temps plein sur son ranch.

## Carrière politique
L'élection de Yorston en 1907 est en grande partie attribuable aux délais quant à la construction du chemin de fer et pour lesquelles les électeurs blâmaient le gouvernement conservateur. Bien que la construction d'un chemin de fer demeure un enjeu local important, un revirement contre les libéraux coûte son siège à Yorston en 1909.
Élu vice-président de l'association libérale de Quesnel en 1912, Yorston récupère son siège en 1916 malgré la promesse conservatrice de prolonger le chemin de fer Pacific Great Eastern (PGE) vers Quesnel. Au pouvoir, les libéraux mettent sur pied une commission afin d'enquêter sur des allégations de corruption liées à la construction du PGE sous l'administration conservatrice et Yorston devient membre de cette commission.
L'absence d'une politique cohérente concernant le développement ferroviaire par les libéraux coûte son siège à Yorston en 1924.
En 1933, il est pressenti pour obtenir la nomination libérale pour ravir son ancien siège. La nomination revient finalement à Donald Morrison MacKay.

## Fin de vie
Il retourne à son ranch, le ranch Yorston, qui jouait un rôle important pour l'agriculture dans la région.
Yorston meurt sur son ranch le 27 mai 1937 à l'âge de 69 ans. Henry G. Perry était l'un des porteurs honoraires lors des funérailles de Yorston.